# 김정해
김정해(金晶海, 1888년 ~ ?)는 일제강점기의 승려이다. 호는 죽헌(竹軒)이며 다른 이름으로 김철우(金喆宇)가 있다.

## 생애
수원의 용주사에 재적하던 중 당시 주지 강대련의 배려로 1913년 일본에 유학을 갈 수 있는 기회를 얻게 되었다. 이지광, 이혼성과 함께 소토슈 대학에서 수학하고 1918년 귀국했다. 한일 합병 조약 체결 이후 일본 유학을 무사히 마치고 귀국한 것은 이들이 거의 처음이라 불교계의 지대한 관심을 받았다.
김정해는 잠시 용주사 법무를 거쳐 이혼성 후임으로 《조선불교총보》 주필이 되었고, 불교철학에 대한 여러 편의 글을 발표하며 활동했다. 1919년에는 불교중앙학림 학감, 1920년 양주군의 보광사 주지를 지냈고, 1922년에는 30대 중반의 나이로 대본산 전등사 주지가 되었다.
김정해는 지주직 취임 후 사찰의 묵은 부채를 산림을 매각해 청산하는 등 능력을 보였으나, 불교계의 보수 세력인 조선불교중앙교무원과 혁신 세력인 조선불교중앙총무원의 갈등이 심해지면서 중앙교무원 측에 섰다가 1923년 상대편 승려들에게 집단 폭행을 당하는 일을 겪었다. 이 사건 이후 본산 주지 중심의 중앙교무원에서는 신임을 얻게 되어 1926년 보결이사로 선출되는 등 계속 중책을 맡았다.
그 사이 전등사 주지로서도 세 번째 연임했으나, 사유재산 낭비 혐의를 받아 1930년대 초에 돌연 주지직에서 해임되었다. 이때 함께 해임된 전등사 직원이 김정해에게 원한을 품고 그의 집에 방화를 했다가 형사처벌을 받는 일도 있었다. 다솔사 주지였던 최범술의 회고에 따르면, 일본 유학파인 김정해는 당시 "친일 중놈"으로 알려져 있었다.
이후로도 중앙교무원 서무이사 겸 불교계가 운영하던 보성고등보통학교 대표이사를 지냈으며, 1930년대 중반에 황민화 운동의 전 단계로 일본 정신 고취를 위해 진행된 심전개발 운동에 적극적으로 참여했다. 김정해가 1936년 2월 《불교시보》에 기고한 〈심전개발의 3대 원칙을 취하야〉라는 글은, 일본 황실의 신성한 법통을 이어나가야 한다거나 역대 일본 천황의 선령을 믿고 숭상하자는 등 일본 정신에 지극히 충실한 내용을 담고 있다.
1936년 3월 중앙교무원 이사직 사임 이후 행적은 알 수 없으며, 2008년에 민족문제연구소가 친일인명사전 수록예정자 명단 중 종교 부문에 선정해 발표했다.

## 같이 보기
- 용주사
- 전등사

## 참고자료
- 임혜봉 (2005년 3월 1일). 〈김정해 : 일본에 유학한 친일 성향의 본산 주지〉. 《친일 승려 108인》. 서울: 청년사. 110~119쪽쪽. ISBN 9788972783848.